# Lajos Balázsovits
Lajos Balázsovits (Nagykanizsa, 4 dicembre 1946 – Budapest, 19 luglio 2023) è stato un attore e regista ungherese.

## Biografia
Nato da un padre avvocato e da una madre casalinga, da studente delle scuole superiori ha cominciato a recitare in teatro nella sua città natale. Iscrittosi alla Accademia d'arte drammatica e di cinematografia di Budapest, ha lavorato sotto diverse compagnie nel Teatro Madách per poi passare al cinema girando sotto la regia di Károly Makk il primo lungometraggio dal titolo Isten és ember előtt (Davanti a Dio e all'uomo, 1968). Nel 1969, interpretando un ruolo in Venti lucenti, incontrò per la prima volta il regista Miklós Jancsó, del quale divenne poi uno degli attori preferiti, interpretando numerosi ruoli negli anni successivi.
All'inizio degli anni '70, a Lajos Balázsovits fu offerta la possibilità di una carriera internazionale: il regista Luchino Visconti, recatosi nel 1971 a Budapest durante la preparazione di Morte a Venezia, aveva selezionato l'attore per il ruolo di Tadzio; anche se alla fine affidò il ruolo allo svedese Björn Andrésen, diede al giovane Balázsovits una opportunità presentandolo alla collega Liliana Cavani che lo volle a fianco di Paolo Bonacelli per il suo Milarepa (1974). A lui si interessò anche un altro regista italiano, Pier Paolo Pasolini, che lo scelse per il suo progetto di film su San Paolo, progetto che tuttavia fu abbandonato.
Intanto continuava la sua collaborazione con Miklós Jancsó in Salmo rosso (premio per la migliore regia al Festival di Cannes 1972) e in Elettra, amore mio (anche questo presentato a Cannes ma non premiato, nel 1975). Il successivo Vizi privati, pubbliche virtù (1976) fu oggetto di controversie perché all'epoca giudicato scandaloso ma, proiettato nelle sale di tutta Europa, gli diede grande notorietà internazionale.
Nel 1978 Miklós Jancsó iniziò una trilogia basata sulla vita del giornalista e oppositore del regime Endre Bajcsy-Zsilinszky, la cui sceneggiatura fu anche pubblicata, ma alla fine solo le prime due parti dell'opera furono realizzate con i titoli Rapsodia ungherese e Allegro barbaro (1979). Balázsovits ebbe un ruolo da coprotagonista in entrambi i film.
Negli anni '80, Lajos Balázsovits ha cominciato a selezionare i copioni, prediligendo film d'autore ma interpretando anche qualche ruolo per un pubblico più vasto in pellicole destinate alla televisione. A causa del suo ritorno di interesse per il teatro, sia come regista che come attore, negli anni '90 ha lasciato il mondo del cinema; dal 1990 al 1992 è stato direttore della Camera degli attori ungherese e dal 1992 al 2012 è stato direttore del Teatro Játékszín di Budapest.
In teatro ha messo in scena numerose produzioni, spaziando da Ferenc Molnár a Arthur Miller, da Neil Simon a Furio Bordon, e recitando di persona in molti ruoli.

## Vita privata
Sposato con l'attrice Éva Almási, ha avuto da lei una figlia, Edit Balázsovits, anche lei attrice.
Nel 2022 ha sostenuto apertamente le politiche della Coalizione Democratica e di Klára Dobrev. Nello stesso anno, per la prima volta ha parlato in un'intervista della sua malattia polmonare, la BPCO.

## Filmografia parziale
- 1968: Isten és ember előtt (t. l. Davanti a Dio e all'uomo), regia di Károly Makk
- 1968: Feldobott kő (t. l. La pietra scagliata), regia di Sándor Sára
- 1968: Venti lucenti, regia di Miklós Jancsó
- 1969: Holdudvar (t. l. Corte della luna), regia di Márta Mészáros
- 1971: Agnus Dei (Égi bárány), regia di Miklós Jancsó
- 1972: Salmo rosso (Még kér a nép), regia di Miklós Jancsó
- 1974: Ki van a tojásban? (t. l. Cosa c'è nell'uovo?), regia di Sándor Szalkay
- 1974: Milarepa, regia di Liliana Cavani
- 1975: Elettra, amore mio (Szerlerem, Elektra), regia di Miklós Jancsó
- 1976: Vizi privati, pubbliche virtù, regia di Miklós Jancsó
- 1978: Maternale, regia di Giovanna Gagliardo (film per la tv)
- 1979: Rapsodia ungherese (Magyar rapszódia), regia di Miklós Jancsó
- 1979: Allegro Barbaro, regia di Miklós Jancsó
- 1980: La fiducia (Bizalom), regia di István Szabó
- 1987: Szörnyek évadja (t. l. La stagione dei mostri), regia di Miklós Jancsó
- 1987: Nessuno torna indietro, regia di Franco Giraldi (miniserie televisiva)